# 萨万岛
萨万岛（Savan）是圣文森特和格林纳丁斯的一座岛屿，属于格林纳丁斯群岛的一部分，面积0.11平方公里，岛上无人居住。
萨万岛所在的萨万岛野生动物保护区为面积10.5平方公里，建立于1987年，被国际自然保护联盟列为IV级。